# Yūsuke Tasaka
Yūsuke Tasaka (jap. 田坂 祐介 Tasaka Yūsuke; ur. 8 lipca 1985) – japoński piłkarz występujący na pozycji pomocnika. Obecnie występuje w Kawasaki Frontale.

## Kariera klubowa
Od 2007 roku występował w klubach Kawasaki Frontale i Bochum.